# Ducado de Limburgo (1839-1867)

Bandeira do Ducado de Limburgo

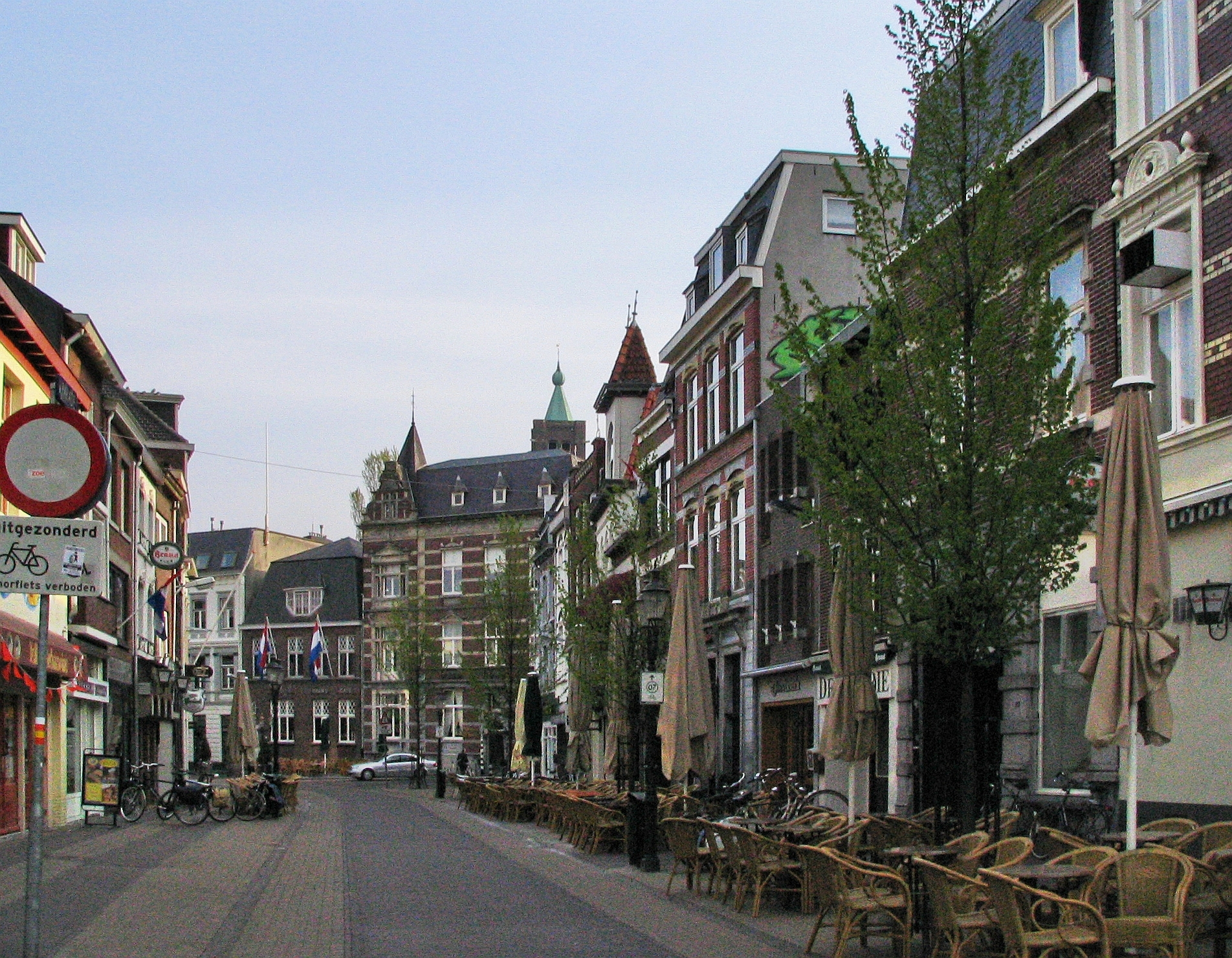
Cidade de Venlo

O Ducado de Limburgo (em neerlandês:  Hertogdom Limburg) foi um ducado que durou desde 1839 até 1867 em partes da província holandesa de Limburgo no Tratado de Londres. A metade ocidental tornou-se belga e a parte oriental, holandesa. Além de holandesa, era também uma confederação germânica. Ao Ducado de Limburgo pertenciam também as cidades de Maastricht e Venlo.